# コウゾ

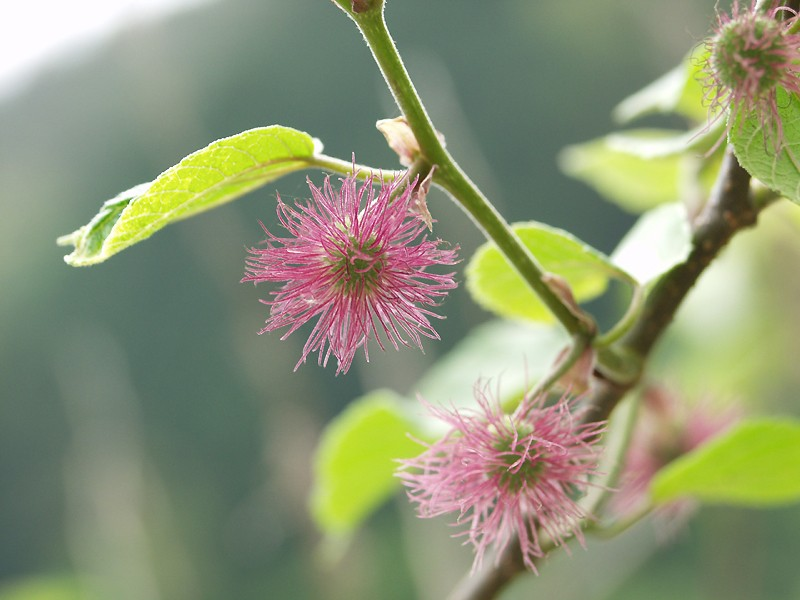
雌花

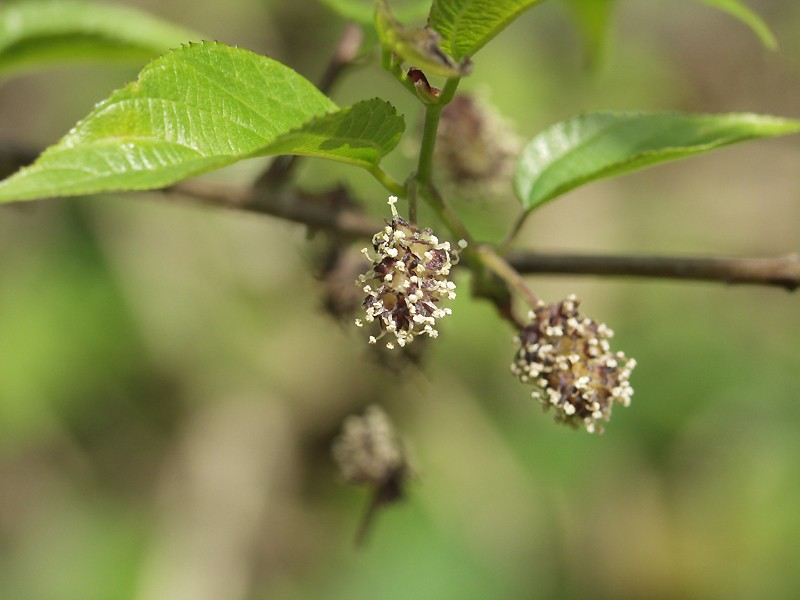
雄花

コウゾ（楮、栲、学名: Broussonetia × kazinoki）はクワ科コウゾ属（カジノキ属）の植物で、ヒメコウゾ（学名: Broussonetia kazinoki）とカジノキ（学名: B. papyrifera）の交雑種である。別名、カゾともよばれる。和紙の原料として栽培されている。
ただし、ヒメコウゾの別名をコウゾとする場合もある。

## 名称
コウゾは、ヒメコウゾとカジノキの雑種という説が有力視されている。本来、コウゾは繊維を取る目的で栽培されているもので、カジノキは山野に野生するものであるが、野生化したコウゾも多くある。古代においては、コウゾとカジノキは区別していない。
コウゾの標準学名は、Broussonetia × kazinoki で、シノニムは Broussonetia × hanjiana や Broussonetia kazinoki × B. papyrifera とされる。和名と同様に、学名にも混乱が見られ、Broussonetia kazinoki はヒメコウゾの学名であり、命名者がカジノキと間違えて名付けてしまったものである。一方、カジノキの学名は B. papyrifera とされ、紙の原料となる樹木であることに由来して名付けられたものである。
厳密にはコウゾとカジノキは異なるものであり、コウゾに楮の字を用い、カジノキには梶、構、榖の字をあてているが、両者の識別は容易ではない。古代では、植物の名前も地方によって呼び名が異なり、混同や混乱が多い。『本草綱目』や『農業全書』でも両者の差は葉に切れ込みがあるものは楮（コウゾ）、ないものは構（=梶、カジノキ）」とするだけで、種別としては「楮」にまとめられている。
「紙麻（かみそ）」と言う語の音便より「こうぞ（かうぞ）」という語が生まれたとする説も存在しているほど、古くから和紙材料として知られており、今日でも和紙の主要原料の楮としている。
コウゾの花言葉を、「過去の思い出」とする文献がある。

## 特徴
落葉広葉樹の低木で、高さ2 - 5メートル (m) で、樹皮は褐色。樹皮は灰褐色で縦に浅く裂け、カジノキに似る。葉は短柄をもって互生し、葉身は卵形で鋸歯があり、深く2 - 3裂する。葉の裏側は色が薄い。冬芽は互生し、丸みのある円錐形で、冬芽やその周囲には毛がある。
花期は春から初夏（4 - 6月ごろ）で、葉が出るのと同時に花が咲く。果実はほとんど結実しない。核果はキイチゴ状に集まって6月ごろに赤く熟す。甘味があって食べられる。ただし、花糸部分が残っていて、ねば付き、舌触りが悪いので、クワの実のような商品価値はない。
ヒメコウゾは山野に自生し、コウゾよりも全体に小さい。

## 利用
樹皮から繊維を採って糸を作り、布を織るために使われたため、古代から日本各地で栽培が行われた。
樹皮の繊維は長く、繊維が絡み合い強靱なため、コウゾを使った紙は粘りが強く揉んでも丈夫な紙となる。日本古来の和紙は、奈良時代にアサやカラムシを使った麻紙が最初に作られたが、ほどなくコウゾの樹皮を使った楮紙（こうぞがみ）が普及し、穀紙（こくし）とも呼ばれた。楮紙は薄くても丈夫なため、さまざまな用途に使われた。
コウゾの皮の繊維を蒸して水にさらし、細かく割いて作った糸を木綿（ゆう）といい、同じ字の木綿（もめん。ワタの繊維）とは別のものである。ワタの木綿が普及する以前は、楮布（こうぞふ）が広く使われたが、現在では徳島県那賀郡木頭で伝承されているのみである。これは阿波太布（あわたふ）といって、その製造技法は徳島県の無形文化財に指定されている。
神道の祭事に用いられるが、後に紙で作られた紙垂も用いられるようになった。

## 生産
山間地の傾斜地に栽培されることが多い。しかし、シカによる食害などがあるため、生産意欲が減退した地域もある。人家近くの林の中で野生化しているものもある。
日本国内では、高知県本山町・いの町、茨城県大子町・常陸大宮市などが主な産地であるが、越前和紙・美濃和紙・細川紙など、多くの漉き手から高い評価を得ているのが大子町産の「那須楮」である。世界各国の有力輸入先としてタイ王国・中華人民共和国・パラグアイなどが挙げられ、うち中国産とパラグアイ産の品質が高く、価格も比較的に安い。現在、日本国内で流通しているコウゾのおよそ半数が日本国外産と見られている。

## 耐用年数
日本では、平成20年度税制改正において、法人税等の「減価償却資産の耐用年数等に関する省令」が改正され、別表第四「生物の耐用年数表」によれば平成20年4月1日以後開始する事業年度にかかるコウゾの法定耐用年数は9年となった。